# شيتانا (فلم)
شيتانا (بالإنجليزية: Chetanna)، هُو فيلم دراما نيجيري صدر سنة 2014، وهُو من إخراج إيكيتشوكو أونييكا وإنتاج Chigozie Atuanya. رُشح الفيلم للتنافس على نيل جائزة أفضل فيلم بلغة أفريقية خلال حفل توزيع جوائز الأكاديمية الأفريقية للأفلام الحادي عشر سنة 2015.

## وصلات خارجية
- مقالات تستعمل روابط فنية بلا صلة مع ويكي بيانات